# M-Bajonett

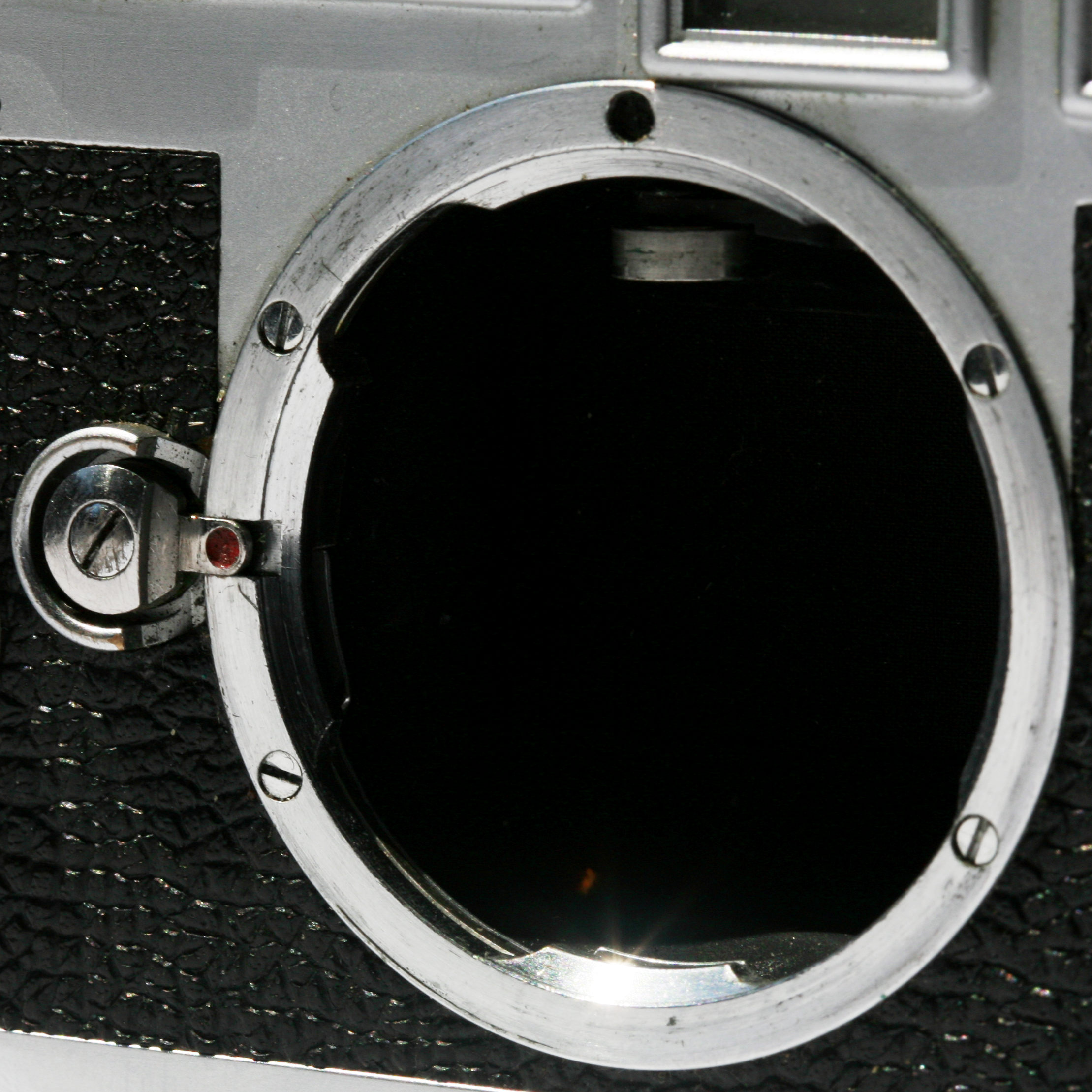
M-Bajonett einer Leica M3

Das M-Bajonett ist ein Objektivanschluss, den das Unternehmen Leica (bzw. deren Rechtsvorgängerin Leitz) im Jahr 1954 für Messsucherkameras eingeführt hat.
Es verfügt über eine Übertragungsfunktion der am Objektiv eingestellten Entfernung an den Entfernungsmesser der Kamera, um die Messfunktion des Messsuchers verwenden zu können. Das Auflagemaß beträgt 27,8 mm.
In der neuesten Version, die für die Leica M8 eingeführt worden ist, sind zusätzlich Markierungen am Flansch angebracht, die eine optisch codierte Information über den Objektivtyp an die Kamera liefern können, um der Kamera eine digitale Bildkorrektur zu gestatten. Ältere Objektive können von Leica nachträglich mit den Markierungen versehen werden.

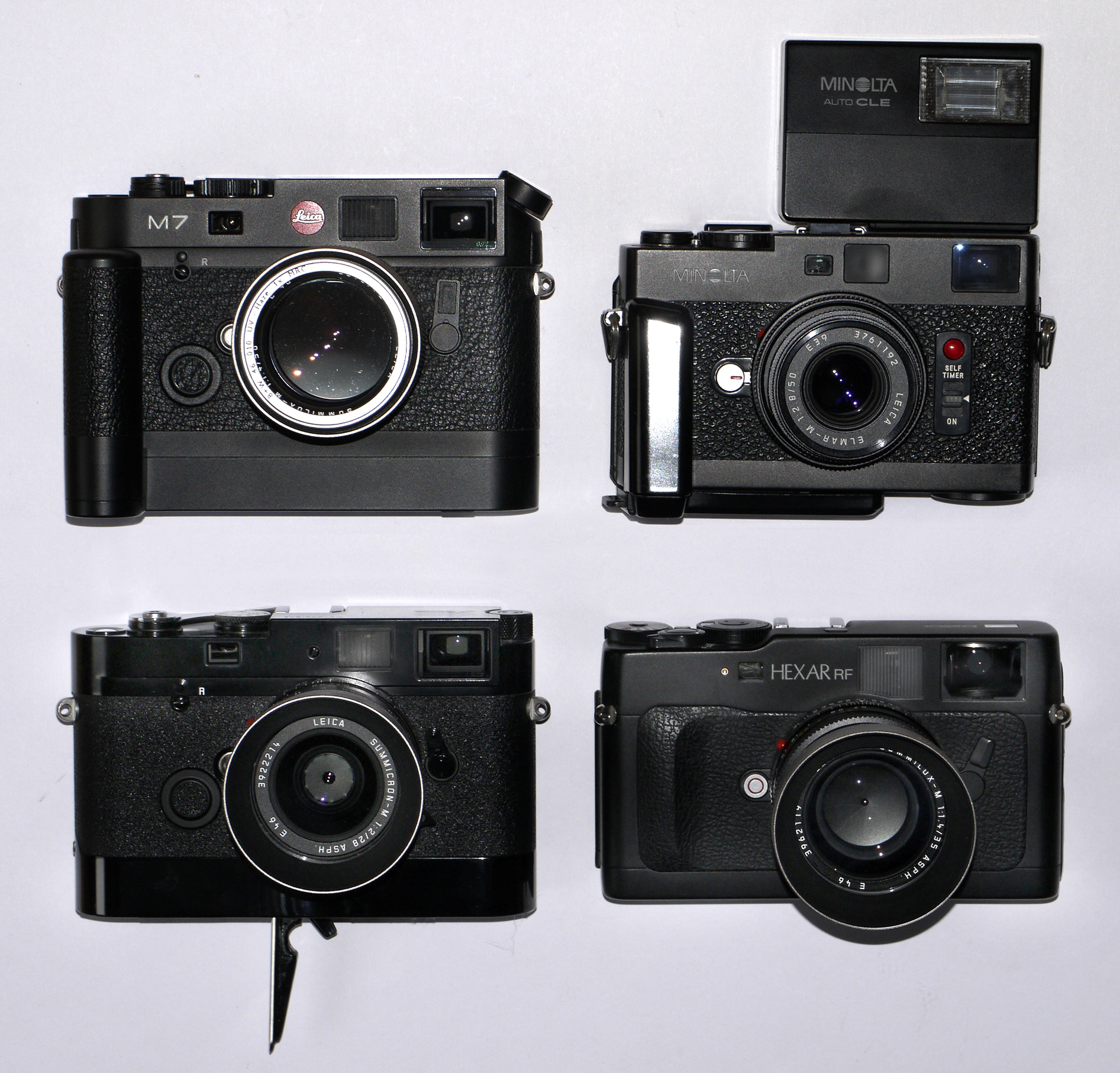
Sucherkameras mit Leica-M-Bajonett; Leica M7, Leica MP, Konica Hexar RF, Minolta CLE

Neben Leica bieten oder boten auch andere Unternehmen Kameras mit diesem Bajonett an, so Konica, Minolta (CL, CLE), Cosina (Voigtländer), Rollei, und Carl Zeiss.
Diese Hersteller haben auch jeweils Objektive mit dem M-Bajonett angeboten, so dass die Auswahl an entsprechenden Objektiven eine der größten auf dem Markt ist. Weitere Hersteller waren oder sind u. a. Avenon, Handevision (Iberit-Objektive), und MS Optical/MS-Optics.
In Kamerasystemen mit noch geringerem Auflagemaß und gleichem oder kleinerem Bildkreis, wie zum Beispiel beim Micro-Four-Thirds-System oder dem E-Mount-System von Sony, können Objektive mit M-Bajonett mit einem geeigneten Objektivadapter eingesetzt werden.